# Mates Roges
Mates Roges és una muntanya de 1.738,5 metres que fa de límit dels termes comunals de Castell de Vernet, de Pi de Conflent i de Saorra, tots tres de la comarca del Conflent, a la Catalunya del Nord.
Es troba és el trifini dels tres termes esmentats, i es troba al nord-oest de Castell de Vernet, a l'extrem nord-est de Pi de Conflent, i a l'extrem sud-est de Saorra. És al nord-oest de la Collada de Mates Roges i al sud-est del Coll de Jou.